# Модуляция (музыка)
Модуля́ция (лат. modulatio — соразмерность, размеренность; в терминологическом смысле — мелодия, размеренная «правильными» числовыми отношениями, музыкальными интервалами; от modulari [← modulus ← modus] — соразмерять, произносить / петь в соответствии с мерой) — многозначный музыкально-теоретический термин, описывающий категорию гармонии (звуковысотной структуры). Из нескольких значений «модуляции» ныне наиболее распространённое — переход из одной тональности в другую.

## Модуляция в античности, Средневековье, Возрождении
Начиная с Цензорина («De die natali», 238 г. н. э.) в античности (у Августина, Боэция, Кассиодора и др.) и на всём протяжении Средневековья (начиная с трактатов каролингского Возрождения, IX в.), вплоть до XVI века (в Германии и позже) понятие мелодии было «арифметическим», противоположным тому лирико-эмоциональному представлению, которое установилось в эпоху Нового времени и удерживается до наших дней. Сама музыка определялась как наука (техника, искусство) хорошей (правильной) соразмерности (musica est scientia [vel ars] bene modulandi). Прототипом этого определения Цензорина, тщательно разобранного Августином (в книге I трактата «О музыке»), повторенного Кассиодором и многими другими учёными вплоть до XVI века, в филологической и музыкальной науках упорно считают Варрона, однако ни в одном из сохранившихся фрагментов Варрона такого определения музыки нет. Мало того, ни один из античных и средневековых учёных, у которых проходит определение музыки через «модуляцию», не приписывает его Варрону. Латинские слова modulatio / modulari, возможно, были переводами греческих слов μελῳδία / μελῳδεῖν. В отличие от глагола «петь» (ἀείδω, стяж. форма ᾄδω) «мелодировать» означало петь дискретными интервалами, «перешагивая через промежутки между высотами, останавливаясь же на самих высотах и озвучивая только их; это и называется „петь“ (μελῳδεῖν), то есть двигаться по интервалам» (Аристоксен).
Мелодия, понимаемая как упорядоченное («ладное») развёртывание во времени музыкальных интервалов, и есть модуляция в коренном смысле этого слова.

## Модуляция в Новое время
В позднем значении модуляция — переход из одной мажорной или минорной тональности в другую, мажорную или минорную, тональность. В этом значении термин «модуляция» впервые употребил Александр Малколм в 1721 г. В употреблении Малколма «модуляция» синонимична «отклонению» (в нынешнем школьном значении термина), всякое временное изменение тональности названо словом «модуляция». В Испании практические рекомендации Антонио Солера, как модулировать кратчайшим способом в любую из 24 тональностей, ещё в 1762 году воспринимались как дерзкое новаторство. В Германии термины «отклонение» (Ausweichung) и «модуляция» (Modulation) употреблялись семантически неразличимо до середины XIX века. Нынешнее словоупотребление окончательно закрепилось в работах Г. Римана. В этом значении (из германской музыкальной теории) термин «модуляция» перешёл в советские учебники гармонии; другие значения термина в школьной практике не рассматриваются.
Модуляция (и отклонение) в гармонической тональности классико-романтического типа — один из типовых способов развёртывания лада, средство динамизации музыкальной формы — в диапазоне от незатейливых популярных песен до масштабных сонат и симфоний.
Элементами модуляции являются:
- Исходная тональность — та, из которой совершается переход;
- Новая тональность — та, в которую совершается переход;
- Модулирующий аккорд — первый аккорд новой тональности, не укладывающийся в звукоряд исходной тональности и нехарактерный для неё;
- Посредствующий (общий, укладывающийся в звукоряды обеих тональностей) аккорд, стоящий перед модулирующим аккордом.

Модуляции классифицируются по трём признакам:
- По родству тональностей — на модуляции первой, второй и третьей степеней;
- По способу перехода (то есть по отношению посредствующего аккорда к новой тональности) — на модуляции постепенную, энгармоническую, эллиптическую;
- По значимости тональностей — на модуляцию совершенную и отклонение.

Встречается также так называемая внезапная модуляция, осуществляемая без общего аккорда путём сопоставления тоник и секвентного (на другой высоте) повтора  музыкального построения.

## Другие значения слова
Словом «модуляция» (англ. modulation) англоязычная музыкальная наука также называет древнегреческую метаболу. Авторы популярного в Германии трёхтомника «Введение в интерпретацию григорианского хорала» Л. Агустони и И. Б. Гёшль называют «модуляцией» (нем. Modulation) метаболу по системе (частичную транспозицию монодии).
Распространённый в XVII и XVIII веках термин musica modulatoria (см., например, в трактате «Musica modulatoria vocalis» В. К. Принца) означал искусство (т.е. технику, профессиональный навык) музыкального исполнительства, вокального или инструментального. Значения modulari (modulandi и др. дериватов), реферирующие музыкальное исполнительство, маргинально появлялись уже в Средние века в связи с нестрогим употреблением слова modulari (modulandi) в значении «петь» (вокальную музыку) или «исполнять» (музыку на музыкальном инструменте).